# Haplopteris angustissima
Haplopteris angustissima är en kantbräkenväxtart som först beskrevs av Holtt., och fick sitt nu gällande namn av S.Linds. Haplopteris angustissima ingår i släktet Haplopteris och familjen Pteridaceae. Inga underarter finns listade.